# Margrete den Første (film fra 2021)
 For alternative betydninger, se Margrete 1..
Margrete den Første er en dansk spillefilm fra 2021 skrevet og instrueret af Charlotte Sieling. Filmen foregår over en måneds tid og omhandler Margrete 1., der i 1402 forsøger at få giftet sin adoptivsøn, Erik af Pommern, med Philippa af England for at indgå en stærk alliance, der kan sikre Kalmarunionen. Da en mand dukker op og påstår, at han er hendes afdøde søn, bliver der sået tvivl om, hvem der i virkeligheden har krav på tronen.
Det er en af de største danske film nogensinde, og den havde premiere den 16. september 2021. Filmen blev godt modtaget af anmelderne.

## Handling
Året er 1402, og en kvinde står i spidsen for et nyt nordisk stor-rige. Margrete har samlet Danmark, Norge og Sverige i en union, som hun egenhændigt styrer gennem sin adoptivsøn, kong Erik. Unionen er omgivet af fjender, og Margrete planlægger derfor et ægteskab mellem Erik og den engelske prinsesse Philippa. En alliance med England vil kunne styrke Kalmarunionen og sikre den mod angreb. En person fra Tyskland dukker op og påstår, at han er hendes afdøde søn, Oluf, og han kræver tronen, selvom Oluf blev begravet 15 år tidligere.

## Medvirkende
- Trine Dyrholm som Margrete 1.
- Søren Malling som Peder Lodehat
- Jakob Oftebro som Oluf
- Morten Hee Andersen som Erik
- Simon J. Berger som Jakob Nilsson
- Magnus Krepper som Johan Sparre
- Bjørn Floberg som Asle Jonsson
- Thomas Waern Gabrielsson som Jens Due
- Paul Blackthorne som William Bourcier
- Richard Sammel som Raberlin
- Annika Hallin som Malin
- Halldóra Geirharðsdóttir som Hildur
- Tinna Hrafnsdóttir som Sigrid
- Agnes Westerlund Rase som Astrid
- Per Kjerstad som Elvar Sigurdsson
- Linus James Nilsson som Roar
- Diana Martinová som Philippa af England

## Produktion
Filmen var fra starten stort anlagt og havde et budget på 64,5 mio. kr. Det Danske Filminstitut havde givet 20 mio. kr. til produktionen, hvilket er den største enkeltbevilling i produktionsstøtte nogensinde.
Produktionen blev dog ramt af Coronaviruspandemien, idet filmholdet nåede 10 dages optagelser i Prag, inden de måtte stoppe d. 12. marts grundet virussens udbrud. For at få finansieret ekstra 8,5 mio. søgte producerne penge fra Dronning Margrethes og Prins Henriks Fond, A.P. Møller Fonden, Carlsbergfondet og Augustinus Fonden.

## Modtagelse

### Kritik
Filmen blev godt modtaget. Filmmagasinet Ekko gav fem ud af seks stjerner og kaldte filmen en "imponerende bedrift i dansk filmhistorie.". Berlingske Tidende gav seks ud af seks stjerner og skrev, at filmen var den " Bedste film om danmarkshistorien i årtier", samt at den havde et "suverænt cast af skuespillere". Dagbladet Information kaldte filmen "gennemarbejdet, troværdig og fokuseret, og filmen er visuelt og stemningsmæssigt gennemført." Jyllands-Posten gav fem ud af seks stjerner og roste Trine Dyrholms præstation.

### Priser
Bodilprisen
| År   | Modtager/nomineret arbejde                   | Pris                         | Resultat  |
| ---- | -------------------------------------------- | ---------------------------- | --------- |
| 2022 | Trine Dyrholm                                | Bedste kvindelige hovedrolle | Nomineret |
| 2022 | Margrete den Første                          | Bedste danske film           | Nomineret |
| 2022 | Morten Hee Andersen                          | Bedste mandlige birolle      | Nomineret |
| 2022 | Søren Malling                                | Bedste mandlige birolle      | Nomineret |
| 2022 | Rasmus Videbæk                               | Bedste fotograf              | Vundet    |
| 2022 | Maya Ilsøe, Jesper Fink og Charlotte Sieling | Bedste manuskript            | Vundet    |
| 2022 | Søren Schwartzberg                           | Henning Bahs Prisen          | Vundet    |

Robertprisen
| År                  | Modtager/nomineret arbejde | Pris                   | Resultat |
| ------------------- | -------------------------- | ---------------------- | -------- |
| 2022                | Jakob Oftebro              | Årets mandlige birolle | Vundet   |
| Margrete den Første | Årets danske spillefilm    | Nomineret              |          |

Andre priser
- Zulu Awards; nomineret til Årets Film